# Aritmogén kardiomiopátia
Az aritmogén kardiomiopátia (ACM) egy örökletes szívbetegség.
Az ACM-et a szívizom dezmoszómáknak nevezett részeinek genetikai hibái okozzák, amelyek az izomsejtek felszínén található, azokat összekötő területek. A dezmoszómák számos fehérjéből állnak, és ezek közül sok kóros mutációkat tartalmazhat.
Az ARVC intenzív állóképességi sportolóknál dezmoszomális rendellenességek hiányában is kialakulhat. A testmozgás okozta ARVC valószínűleg a jobb kamra falának túlzott terhelésének eredménye a nagy intenzitású testmozgás során.
A betegség egy nem-ischaemiás kardiomiopátia, amely elsősorban a jobb kamrát érinti, bár kizárólag a bal kamrai betegség eseteiről is beszámoltak. Jellemzői a kamra szabad falát érintő hipokinetikus területek, a szívizom fibrozsíros átépülése, amelyhez a társuló arrhythmiák gyakran a jobb kamrából erednek. Az ARVD elnevezést jelenleg félrevezetőnek tartják, mivel az ACM nem jár a kamrafal diszpláziájával. A bal kamrából származó ACM esetei az ARVC név elvetéséhez vezettek.
Az ACM diffúz palmoplantáris keratodermával és gyapjas hajjal társulva előfordulhat egy autoszomális recesszív öröklődésű állapotban, a Naxos-kórban, mivel ez a genetikai rendellenesség a bőr nyomásterhelésnek leginkább kitett felszíni rétegeinek épségét is befolyásolhatja. :513
Az ACM a kamrai aritmiák fontos oka gyermekeknél és fiatal felnőtteknél. Főként férfiaknál fordul elő, és az esetek 30–50%-ában családi halmozódást mutat.

## Jelek és tünetek
Az aritmogén kardiomiopátiában szenvedőknél a szív jelentős strukturális rendellenességének ellenére előfordulhat, hogy semmilyen tünetet nem tapasztalnak. Ha tünetek jelentkeznek, azok kezdetben gyakran rendellenes szívritmusnak (aritmiának) köszönhetők, amely aritmogén kardiomiopátia esetén palpitációként (szívdobogásérzésént) vagy eszméletvesztésként jelentkezhet. A hirtelen halál az ACM első tünete lehet (előzetes tünetek nélkül). Ezek a tünetek gyakran serdülőkorban és fiatal felnőttkorban jelentkeznek, de az ACM jelei ritkán előfordulhatnak csecsemőknél is.
Az ACM előrehaladtával a kamrákban lévő izomszövet kitágulhat és gyengülhet. A jobb kamra jellemzően először gyengül, ami fáradtsághoz és bokák duzzanatához vezet. A betegség későbbi szakaszaiban, amikor már mindkét kamra érintett, légszomj alakulhat ki, különösen fekvő helyzetben.

## Okok

### Genetika
Az ACM általában autoszomális domináns módon öröklődik, változó kifejeződéssel. Az ACM által érintett egyének mindössze 30-50%-ának pozitív a tesztje a betegséggel összefüggő kromoszómális lókuszok ismert genetikai mutációinak egyikére. Új tanulmányok kimutatták, hogy a dezmoszomális fehérjéket kódoló gének mutációi (pontmutációk) a betegség kialakulásának fő okai. Nemrégiben kimutatták, hogy a dezmin DES gén mutációi ACM-et okozhatnak. A dezmin egy intermedier filamentumfehérje, amely a dezmoszómákhoz kapcsolódik. A különböző DES -mutációk a dezmin és a kapcsolódó fehérjék rendellenes összetapadását okozzák. A penetráció általában 20–35%, de Olaszországban jelentősen magasabb. Hét génlókuszt hoztak összefüggésbe az ACM-be. Nem világos, hogy a patogenezis a különböző érintett lokuszoktól függően változik-e. A standard genetikai szűrővizsgálatokat jelenleg különböző korszerű szív- és érrendszeri kutatóközpontokban és kórházakban tesztelik. Típusok a következők:
| Típus    | OMIM        | Gén    | Lókusz       | Forrás               |
| -------- | ----------- | ------ | ------------ | -------------------- |
| ARVD1lpl | OMIM 107970 | TGFB3  | 14q23-q24    | [ 12 ]               |
| ARVD2    | OMIM 600996 | RYR2   | 1q42-q43     | [ 13 ]               |
| ARVD3    | OMIM 602086 | ?      | 14q12-q22    | [ 14 ]               |
| ARVD4    | OMIM 602087 | ?      | 2q32.1-q32.3 | [ 15 ]               |
| ARVD5    | OMIM 604400 | TMEM43 | 3p23         | [ 16 ] [ 17 ]        |
| ARVD6    | OMIM 604401 | ?      | 10p14-p12    | [ 18 ]               |
| ARVD7    | OMIM 609160 | DES    | 10q22.3      | [ 19 ] [ 10 ] [ 20 ] |
| ARVD8    | OMIM 607450 | DSP    | 6p24         | [ 21 ]               |
| ARVD9    | OMIM 609040 | PKP2   | 12p11        | [ 22 ]               |
| ARVD10   | OMIM 610193 | DSG2   | 18q12.1-q12  | [ 23 ] [ 24 ] [ 25 ] |
| ARVD11   | OMIM 610476 | DSC2   | 18q12.1      | [ 26 ] [ 27 ] [ 28 ] |
| ARVD12   | OMIM 611528 | JUP    | 17q21        | [ 29 ] [ 30 ]        |
|          |             | ILK    | 11p15.4      | [ 31 ]               |
|          |             | LMNA   |              | [ 32 ]               |

### Testmozgás okozta ARVC
Az utóbbi években számos tanulmány kimutatta, hogy az intenzív, hosszú távú sporttevékenység "testmozgás által kiváltott aritmogén jobb kamrai kardiomiopátiát" (EIARVC) okozhat. Egyes sportolóknál az ARVC nagy állóképességet igénylő testmozgás miatt alakulhat ki, leggyakrabban mögöttes dezmoszomális rendellenességek nélkül. Ez feltehetően a nagyon nagy mennyiségű edzés során fellépő, a jobb kamrafalat (RV) erő túlzott terhelés eredménye, amelyről ismert, hogy a jobb kamra aránytalan átalakulását okozza.
Egy 2003-as tanulmányban 46 állóképességi sportoló - többnyire kerékpárosok - jelentkeztek különféle, jobb kamrai eredetű aritmiára utaló tünetekkel. A tesztelt résztvevők 59%-a felelt meg az ARVC kritériumainak, további 30%-uk pedig a lehetséges ARVC kritériumainak. A csoportból csak egyetlen sportolónak volt pozitív a családi anamnézise örökletes ARVC-vel összefüggésben.
A testmozgás által kiváltott ARVC és a sportszív egymással átfedő jellemzőkkel bír.

## Patogenezis
Az ACM patogenezise nagyrészt ismeretlen. Úgy tűnik, hogy az apoptózis (programozott sejthalál) nagy szerepet játszik benne. Korábban azt gondolták, hogy csak a jobb kamra lehet érintett, de a legújabb kohorszok számos balkamrai és kétkamrai érintettséget mutató esetet mutattak ki. A betegség a szubepicardiális régióban kezdődik, és az endocardiális felszín felé halad, transzmurális érintettséghez vezet (ami valószínűleg a kamrák aneurizmás tágulatának okozója). A reziduális szívizom a subendokardiális régióra és a kamrák trabekuláira korlátozódik. Ezek a trabekulák hipertrófiássá válhatnak.
Az esetek 50%-ában aneurizma tágulatot észlelnek boncoláskor. Általában a rekeszizom, az apikális és az infundibuláris régiókban fordul elő (ez a dysplasia-háromszögként ismert). A bal kamra az egyének 50–67%-ánál érintett. Ha a bal kamra is érintett, az általában a betegség késői szakaszában jelentkezik, és rossz prognózist eredményez.
Az ACM-ben két kóros mintázat figyelhető meg: zsíros infiltráció és fibro-zsíros infiltráció.

### Zsíros infiltráció
A zsíros infiltráció eleinte a jobb kamrára korlátozódik. Ez a szívizom részleges vagy majdnem teljes zsírszövettel való helyettesítését jelenti, falvékonyodás nélkül . Elsősorban a jobb kamra apikális és infundibuláris régióit érinti. A bal kamra és a kamrai sövény általában ép marad. Zsíros infiltráció esetén gyulladásos infiltrátumok nem láthatók. A zsíros infiltráció eseteinek 50%-ában myocyta (miokardiális sejt) degeneráció és pusztulás jelei figyelhetők meg.

### Fibro-zsíros infiltráció
A második, fibro-zsíros infiltráció a szívizomsejtek fibro-zsíros szövetté való átépülését jelenti. Az esetek akár 2/3-ában szívizomgyulladás alakul ki, mikroszkópos vizsgálattal pedig gyulladásos infiltrátumok (többnyire T-sejtek ) láthatók. A miokardiális atrófia sérülés és apoptózis következménye. Ez a jobb kamra szabad falának elvékonyodásához vezet (<3mm vastagságúra). A szívizomsejteket fibrozsíros szövet váltja fel. Az előnyben részesített régiók közé tartozik a jobb kamra beáramlási traktusa, a jobb kamra kiáramlási traktusa és a jobb kamra csúcsa. Azonban bizonyos esetekben a bal kamrai szabad fal is érintett lehet. A kamrai sövény érintettsége ritka. Az érintett területek hajlamosak az aneurizma kialakulására.

### A testmozgás szerepe
Az utóbbi időben néhány tanulmány a megerőltető testmozgást a betegség gyorsított progressziójának új kockázataként azonosította. Egy 301 betegen végzett retrospektív vizsgálat meggyőzően mutatta, hogy a megerőltető fizikai aktivitásban részt vevő alpopulációkban (például a profi sportolóknál) korábban jelentkeztek tünetek és korábban haltak meg, mint más populációkban.

## Kamrai aritmiák

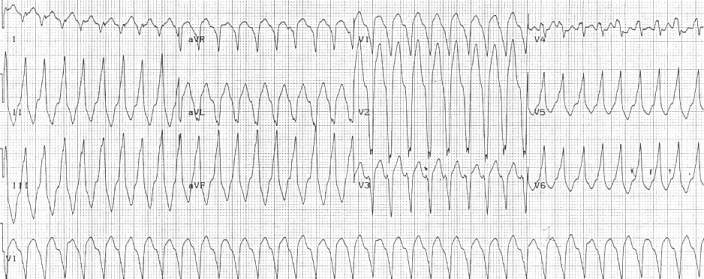
A jobb kamrai kiáramlási pályából kiinduló monomorf kamrai tachycardia

Az ACM okozta kamrai aritmiák jellemzően a beteg jobb kamrából erednek. Az aritmia típusa a gyakori korai kamrai összehúzódásokon (PVC) a kamrai tachycardián (VT) át a kamrafibrillációig (VF) terjed.
Bár a kamrai aritmiák kiváltó oka nem egyértelmű, lehetséges, hogy kiváltott aktivitás vagy reentry (újrabelépő ingerület) áll a háttérben.
A kamrai aritmiák általában a testmozgással vannak összefüggésben, ami arra utal, hogy érzékenyek a katekolaminokra. A kamrai ütések jellemzően jobbra térnek el. A kamrai tachycardia több morfológiája is jelen lehet ugyanazon egyénben, ami több aritmogén gócra vagy útvonalra utal.
A jobb kamrai kiáramlási traktus (RVOT) tachycardia a leggyakoribb kamrai tachycardia, amelyet ACM-ben szenvedő egyéneknél észlelnek. Ebben az esetben az EKG bal Tawara-szárblokk (LBBB) morfológiát mutat alsó tengellyel.

## Diagnózis
Az ACM okozta kamrai tachycardia differenciáldiagnózisa a következőket foglalja magában:
- Veleszületett szívbetegségek
  - Fallot-tetralógia
  - Ebstein-anomália
  - Uhl-anomália
  - Pitvari sövénydefektus
  - Részleges anomális vénás visszaáramlás
- Szerzett szívbetegségek
  - A háromhegyű billentyű betegsége
  - Pulmonális hipertónia
  - Jobb kamrai infarktus
  - Tawara-szár visszatérő tachycardia
- Egyéb
  - Pre-exitációs re-entry tachycardia
  - Idiopátiás RVOT tachycardia
  - Szarkoidózis

Az ACM diagnózisának felállításához számos klinikai vizsgálatot szükséges, beleértve az elektrokardiogramot (EKG), az echokardiográfiát, a jobb kamrai angiográfiát, a szív MRI-t és a genetikai vizsgálatot .

### Elektrokardiogram
Az ARVD-ben szenvedők 90%-ánál mutatkozik valamilyen EKG-eltérés. Az ACM-ben megfigyelt leggyakoribb EKG-eltérés a T-hullám inverziója a V1 - V3 elvezetésekben. Ez azonban nem specifikus lelet, és normális variánsnak tekinthető jobb Tawara-szárblokk (RBBB) esetén, nőknél és 12 év alatti gyermekeknél.
Maga az RBBB gyakran megfigyelhető ACM-ben szenvedő egyéneknél. Ez a jobb kamra késleltetett aktiválódásának tudható be, nem pedig a jobb Tawara-ág bármilyen belső rendellenességének.

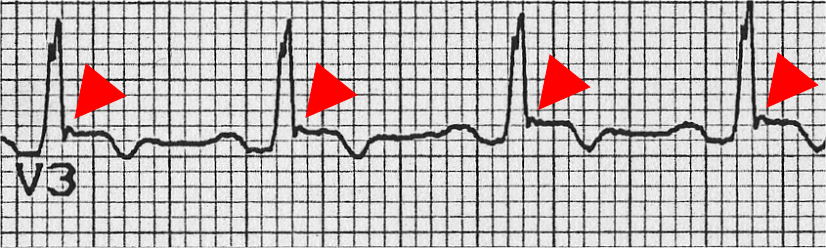
Az epszilon hullám (piros háromszöggel jelölve) látható az ARVD-ben.

Az epszilon hullám az ACM-ben szenvedők körülbelül 50%-ánál található meg. Ezt a QRS-komplexum végén lévő elhajlásként írják le. Ez a lassuló intraventrikuláris vezetésnek köszönhető. Az epszilon hullám felszíni EKG-n látható; azonban gyakrabban látható jelátlagolt EKG-kon.
Az ACM esetén a felszíni EKG-n látható kamrai ektópia jellemzően bal Tawara-szárblokk (LBBB) morfológiájú, −90 és +110 fok közötti QRS-tengellyel. Az ektópiás ütések eredete általában a zsíros degeneráció három régiójának egyikéből (a "diszplázia háromszögéből") származik: a jobb kamra kiáramlási traktusából, a jobb kamra beáramlási traktusából és a jobb kamra csúcsából.
A jelátlagolt EKG-t ( SAECG ) a késői potenciálok és az epszilon hullámok kimutatására használják ACM-ben szenvedő egyéneknél.

### Echokardiográfia
Az echokardiográfia feltárhatja a megnagyobbodott, hipokinetikus jobb kamrát, papírvékony szabad fallal. A jobb kamra tágulata a tricuspidalis billentyű gyűrűjének tágulását okozza, ami tricuspidalis regurgitációhoz vezet.Paradox septummozgás is előfordulhat.

### MRI

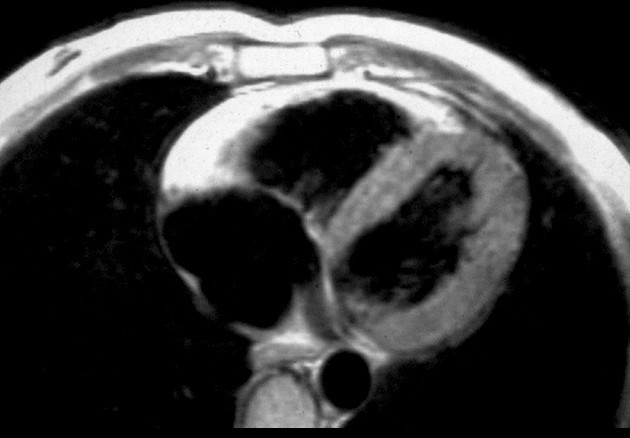
MRI ARVC/D-ben érintett betegnél (a jobb kamra hossztengelyű nézete): figyeljük meg a transzmurális diffúz világos jelet a jobb kamra szabad falában a T1 spin echo-felvételen (a) a zsíros átépüléssel járó masszív miokardiális atrófia miatt (b).

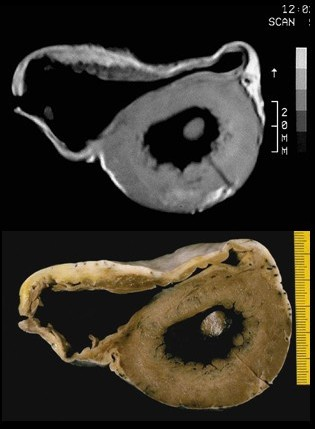
Az in vitro MRI és az annak megfelelő szívkeresztmetszet ARVD esetén jobb kamrai tágulatot mutat elülső és hátulsó aneurizmákkal (17 éves tünetmentes férfisportoló, aki hirtelen halt meg egy futballmeccs során).

A jobb kamra szabad falának zsíros infiltrációja látható a szív MRI- n. A zsír intenzitása megnövekedett a T1 súlyozott képeken. Azonban nehéz lehet megkülönböztetni az intramiokardiális zsírt az epikardiális zsírtól, amely általában látható egy normál szív mellett is. A szubtricuspidális régiót nehéz lehet megkülönböztetni a zsírban gazdag atrioventrikuláris sulcustól.
A szív MRI képes megmutatni a jobb kamra szabad falának extrém elvékonyodását és akinézisét. Mivel azonban egy egészséges jobb kamra szabad fala is csak kb. 3 mm vastag, a teszt kevésbé érzékeny.

### Angiográfia
A jobb kamrai angiográfiát az ACM diagnosztizálásának arany standardjának tekintik. Az ACM-mel összhangban lévő leletek egy akinetikus vagy diszkinetikus kiboltosulás, amely a jobb kamra infundibuláris, apikális és subtricuspidális régióiban lokalizálódik. A specificitás 90%, azonban a teszt a megfigyelőtől is függ.

### Biopszia
A jobb kamra transzvénás biopsziája nagyon specifikus lehet az ACM-nél, de alacsony érzékenységű. A téves pozitív eredmények közé tartoznak a kamra zsíros infiltrációjával járó egyéb állapotok, mint például a hosszú távú túlzott alkoholfogyasztás és a Duchenne- vagy Becker-izomdisztrófia .
A téves negatív eredmények gyakoriak azonban, mivel a betegség jellemzően az epicardiumtól az endocardiumig terjed (a biopsziás minta az endocardiumból származik), és a betegség szegmentális jellegű. Továbbá, mivel a jobb kamra papírvékony szabad fala gyakori ebben a betegségben, a legtöbb biopsziás mintát a kamrai sövényből veszik, amely általában nem érintett a betegségben.
Az ACM-mel konzisztens biopsziás minta > 3% zsírt, >40% rostos szövetet és <45% izomsejtet tartalmaz.
A jobb kamrai szívizom teljes vastagságú zsíros vagy fibro-zsíros szövettel történő helyettesítésének posztmortem szövettani igazolása összhangban van az ACM-mel.

### Genetikai tesztelés
Az ACM egy autoszomális domináns öröklődésű tulajdonság, csökkent penetranciával . Az ACM-es betegek körülbelül 40–50%-ánál azonosítottak mutációt a dezmoszóma komponenseit kódoló számos gén egyikében, ami segíthet megerősíteni az ACM diagnózisát. Mivel az ACM autoszomális domináns öröklődésmódú, az ACM-betegek gyermekei 50%-os eséllyel öröklik a betegséget okozó mutációt. Amikor genetikai vizsgálattal mutációt azonosítanak, családspecifikus genetikai vizsgálattal meg lehet különböztetni a betegség kockázatának kitett és nem-kitett rokonokat. Az ACM genetikai vizsgálata klinikailag hozzáférhető.

### Diagnosztikai kritériumok
Az ACM-nek nincsenek patognomonikus jellemzői. Az ACM diagnózisa a főbb és a kisebb kritériumok kombinációján alapul. Az ACM diagnózisának felállításához vagy 2 fő (major) kritérium vagy 1 fő és 2 minor kritérium vagy 4 minor kritérium szükséges.
Főbb kritériumok
- Jobb kamrai diszfunkció
  - Súlyos tágulat és a jobb kamra ejekciós frakciójának csökkenése kevés bal kamrai károsodással vagy bal kamrai károsodás nélkül
  - Lokalizált jobb kamrai aneurizmák
  - A jobb kamra súlyos szegmentális tágulata
- Szövetjellemzők
  - A szívizom fibrozsíros átépülése endomyocardialis biopszián
- Elektrokardiográfiai rendellenességek
  - Epszilon hullámok a V 1 – V 3 elvezetésben
  - A QRS lokalizált megnyúlása (>110 ms) a V1 – V3 régiókban
  - Inverz T-hullámok a V1- V3 szakaszokban 12 év feletti egyénnél, jobb Tawara-szárblokk (RBBB) hiányában
  - Kamrai tachycardia bal Tawara-szárblokk (LBBB) morfológiával, felső tengellyel
- Családtörténet
  - Klinikailag, boncolás vagy műtét során igazolt családi betegség

Minor kritériumok
- Jobb kamrai diszfunkció
  - Enyhe globális jobb kamrai tágulat és/vagy csökkent ejekciós frakció normális bal kamra mellett.
  - Enyhe szegmentális jobb kamrai tágulat
  - Regionális jobb kamrai hipokinézis
- Szövetjellemzők
- Elektrokardiográfiai rendellenességek
  - A késői potenciálok a jel átlagolt EKG-ján.
  - Kamrai tachycardia bal Tawara-szárblokkkal (LBBB) morfológiával, alsó vagy ismeretlen tengellyel
  - Gyakori PVC-k (> 500 PVC / 24 óra)

## Kezelés
Az ACM kezelésének célja a hirtelen szívhalál előfordulásának csökkentése. Ez klinikai dilemmát vet fel: Hogyan kezeljük profilaktikusan azt a tünetmentes beteget, akinél a családi szűrés során diagnosztizálták a betegséget.
Az ACM-ben szenvedők egy bizonyos alcsoportjában a hirtelen szívhalált magas kockázatúnak tekintik. A kapcsolódó jellemzők a következők:
- Fiatal kor
- Versenysport űzése
- Terhelő családi kórtörténet
- Kiterjedt jobb kamrai betegség csökkent jobb kamrai ejekciós frakcióval.
- Bal kamrai érintettség
- Ájulás
- Kamrai aritmia epizódok

A kezelési lehetőségek közé tartozik a gyógyszeres, sebészeti, katéterablációs és beültethető kardioverter-defibrillátor behelyezése.
A kezelési lehetőségről való döntés előtt programozott elektromos stimuláció végezhető az elektrofiziológiai laboratóriumban további prognosztikai információk céljából. A programozott stimuláció céljai a következők:
- A betegség aritmogén potenciáljának felmérése
- A tartós VT hemodinamikai következményeinek kiértékelése
- Annak meghatározása, hogy a VT megszakítható-e antitachycardia pacemakerrel (ATP).

A választott kezelési lehetőségtől függetlenül az egyénnek jellemzően életmódváltást javasolnak, beleértve a megerőltető testmozgás, a szívstimulánsok (pl. koffein, nikotin, pszeudoefedrin) és az alkohol kerülését.
A fizikai aktivitást és a testmozgást illetően az ARVC-betegek, valamint a patogén ARVC-asszociált dezmoszomális mutációk génhordozói nem űzhetnek versenysportot. Ezeket a betegeket figyelmeztetni kell, hogy a testmozgást a szabadidős tevékenységekre korlátozzák, valamint maradjanak klinikai felügyelet alatt.

### Gyógyszeres kezelés
Az ACM farmakológiai kezelése magában foglalja az aritmia csökkentését és a trombusképződés megelőzését.
A szotalol, egy béta-blokkoló és III. osztályú antiaritmiás szer, a leghatékonyabb antiaritmiás szer ACM esetén. Egyéb alkalmazott antiaritmiás szerek közé tartozik az amiodaron és a hagyományos béta-blokkolók (azaz: metoprolol). Antiaritmiás szerek alkalmazása esetén hatékonyságukat sorozatos ambuláns Holter-monitorozással kell ellenőrizni, hogy kimutatható legyen az aritmiás események csökkenése.
Míg az angiotenzin-konvertáló enzim inhibitorok (ACE-gátlók) jól ismertek más kardiomiopátiák progressziójának lassításáról, az ACM-ben nem bizonyították hatékonyságukat.
A csökkent jobb kamrai ejekciós frakcióval és a jobb kamra diszkinetikus részeivel rendelkező egyének számára előnyös lehet a warfarinnal végzett hosszú távú antikoaguláció a trombusképződés és a későbbi tüdőembólia megelőzése érdekében.

### Katéterabláció
A katéterabláció alkalmazható a kezelhetetlen kamrai tachycardia kezelésére, melynek sikerességi aránya 60–90%-os. Sajnos a betegség progresszív jellege miatt gyakori a kiújulás (60%-os kiújulási arány), új aritmogén gócok létrejöttével. A katéterabláció indikációi közé tartozik a gyógyszerrefrakter VT és a VT gyakori kiújulása az ICD behelyezése után, ami az ICD gyakori kisülését okozza.

### Beültethető kardioverter-defibrillátor
Az ICD elhelyezésének indikációi ACM esetén a következők:
- Szívmegállás VT vagy VF miatt
- Tüneti VT, amely nem indukálható programozott stimuláció alatt
- Sikertelen programozott stimulációvezérelt gyógyszeres terápia
- Súlyos jobb kamrai érintettség, rossz VT-toleranciával
- Közvetlen családtag hirtelen halála

Mivel az ICD-ket jellemzően transzvénás beavatkozással helyezik el a jobb kamrába, az ICD elhelyezésével és nyomon követésével szövődmények járnak.
A jobb kamra szabad falának extrém elvékonyodása miatt a beültetés során előfordulhat a jobb kamra perforációja, ami perikardiális tamponádot okozhat. Emiatt minden kísérletet tesznek arra, hogy a defibrillátorvezetéket a kamrai sövényre helyezzék.
Sikeres beültetés után a betegség progresszív jellege a szívizom fibro-zsíros átépüléséhez vezethet az elektróda elhelyezésének helyén. Ez az egyén elektromos aktivitásának alulérzékeléséhez (ami potenciálisan a VT vagy a VF érzékelésének képtelenségét okozhatja), és a kamra ingerlésének képtelenségéhez vezethet.

### Szívátültetés
Szívátültetés végezhető ACM-ben. Akkor lehet szükség rá, ha a betegséggel összefüggő aritmiák nem kontrollálhatók, vagy ha súlyos kétkamrás szívelégtelenség áll fenn, amely gyógyszeres terápiával nem kezelhető.

### Családtagok szűrés
Az érintett személy minden elsőfokú családtagját szűrni kell ACM-re. Ez az öröklődés mintázatának meghatározása miatt fontos. A szűrést serdülőkorban kell elkezdeni, kivéve, ha másképp javasolt. A szűrővizsgálatok a következők:
- Szívultrahang
- EKG
- Jelátlagolt EKG
- Holter EKG
- Szív-MRI
- Terheléses EKG

## Prognózis
Az ACM-ben szenvedő egyéneknél hosszú a tünetmentes időszak. Bár ez egy genetikai eredetű betegség, tizenéveseknél előfordulhat, hogy a szűrővizsgálatokon nem mutatkoznak meg az ACM tünetei.
Sok embernél jelentkeznek kamrai tachycardiával kapcsolatos tünetek, mint például szívdobogás, szédülés vagy ájulás. Másoknál a jobb kamrai elégtelenséghez kapcsolódó tünetek és jelek jelentkezhetnek, például alsó végtagi ödéma vagy emelkedett májenzimszintekkel járó májpangás.
Az ACM egy progresszív betegség. Idővel a jobb kamra jobban érintetté válik, ami jobb kamrai elégtelenséghez vezet. A jobb kamra elégtelensége, megelőzi a bal kamra diszfunkcióját. Mire azonban az egyénnél a jobb kamrai elégtelenség nyilvánvaló jelei mutatkoznak, a bal kamra szövettani érintettsége is megfigyelhető lesz. Végül a bal kamra is érintetté válik, ami kétkamrás elégtelenséghez vezet. A bal kamrai elégtelenség jelei és tünetei nyilvánvalóvá válhatnak, beleértve a pangásos szívelégtelenséget, a pitvarfibrillációt és a tromboembóliás események fokozott előfordulását.

## Járványtan
Az ACM prevalenciája az Egyesült Államok lakosságában körülbelül 1/10 000, bár egyes tanulmányok szerint akár 1/1000 is lehet. Nemrégiben 200-ból 1-nél találtak olyan mutációkat, amelyek hajlamosítanak az ACM-re. Ezen eredmények és más bizonyítékok alapján úgy gondolják, hogy a legtöbb betegnél további tényezők, például más gének, sportos életmód, bizonyos vírusoknak való kitettség stb. szükségesek ahhoz, hogy a beteg végül az ACM jeleit és tüneteit mutassa.  A fiatalok hirtelen szívhalálának akár 17%-áért is felelős lehet az állapot. Olaszországban a prevalencia 40/10 000, így ez a hirtelen szívhalál leggyakoribb oka a fiatal populációban. 

## Társadalom és kultúra

### Figyelemre méltó esetek
- Kirk Urso, a Columbus Crew középpályása 2012. augusztus 5-én hirtelen összeesett, majd egy órával később meghalt. A boncolás kimutatta, hogy a betegség állhatott a háttérben.[45][46]
- A Sevilla FC és a spanyol válogatott balszélső hátvédje, Antonio Puerta 2007. augusztus 28-án, 22 éves korában hunyt el ACM következtében, három nappal azután, hogy több szívmegállása is volt egy, a Getafe CF elleni La Liga -mérkőzésen.[47][48]
- Az angol Matt Gadsby haláláért szintén az ACM volt a felelős. 2006. szeptember 9-én a pályán rosszul lett és összeesett, miközben a Hinckley United színeiben játszott a Harrogate Town elleni Conference North- mérkőzésen.[49][50]
- Suzanne Crough amerikai gyerekszínésznő, aki leginkább a Partridge család című sorozatban nyújtott alakításáról ismert, 2015-ben, 52 éves korában halt meg hirtelen betegsége következtében.
- James Taylor angol válogatott krikettjátékos, 2016 áprilisában vonult vissza.[51]
- Krissy Taylor, amerikai modell, 17 éves korában, 1995. július 2-án hunyt el floridai otthonában. Halálának hivatalos oka szívritmuszavar és súlyos asztma volt, bár utóbbit soha nem diagnosztizálták nála. Családja független szakértőket kért fel a szívizom szövetmintáinak vizsgálatára, akik megállapították, hogy a halál legvalószínűbb oka a fel nem ismert ACM volt.
- Jordan Boyd (1997–2013), kanadai junior hokijátékos. A betegséget posztumusz diagnosztizálták nála, miután 2013-ban egy edzőtáborban összeesett és meghalt.[52]

## Fordítás
Ez a szócikk részben vagy egészben  az   Arrhythmogenic cardiomyopathy című angol Wikipédia-szócikk ezen változatának fordításán alapul.  Az eredeti cikk szerkesztőit annak laptörténete sorolja fel. Ez a jelzés csupán a megfogalmazás eredetét és a szerzői jogokat jelzi, nem szolgál a cikkben szereplő információk forrásmegjelöléseként.